# West Lancashire
West Lancashire  är ett distrikt (motsvarande kommun) i grevskapet Lancashire i England, Storbritannien. Distriktet har 119 367 invånare (2022). Administrativ huvudort är Ormskirk. Andra städer i distriktet är Skelmersdale, Burscough, Halsall och Banks. Distriktet bildades 1974 under Local Government Act från 1972, som en sammanslagning av stadsdistrikten Ormskirk och Skelmersdale and Holland tillsammans med delar av landsbygdsdistrikten West Lancashire och Wigan. Distriktet har 110 685 invånare (2011).
Det har funnits planer på att upprätta tre enhetskommuner (unitary authorities). West Lancashire skulle då komma att delas mellan dessa.
Orterna Ormskirk och Skelmersdale saknar civil parishes. I övrigt är distriktet indelat i 21 civil parishes.